# Mare Insularum

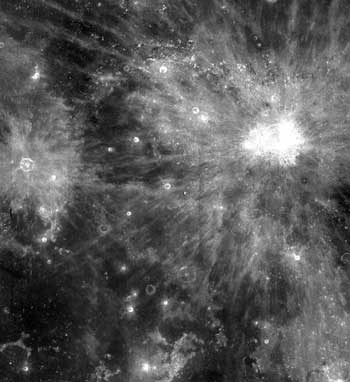
Mare Insularum.

Poloha Mare Insularum a ostatních moří.

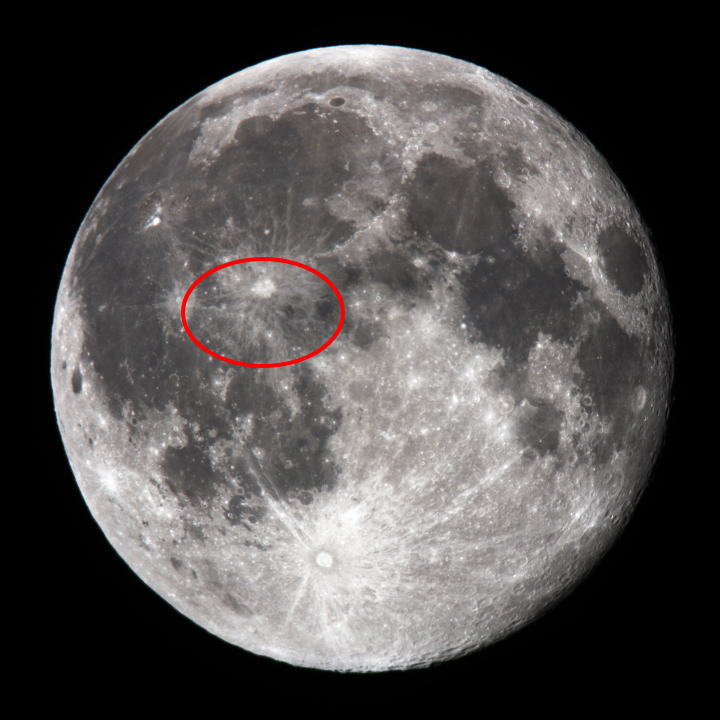
Poloha Mare Insularum.

Mare Insularum (česky Moře ostrovů) je měsíční moře s průměrem cca 900 km rozkládající se na přivrácené straně Měsíce. Jde o oblast mezi krátery Kepler a Encke na západě a zálivem Sinus Aestuum (Záliv veder) na východě. Severní hranici tvoří pohoří Montes Carpatus (Karpaty), jižní se prolíná s Mare Cognitum (Moře poznané). Dominantou jsou zde dva výrazné a jasné krátery s paprsky - Kepler a Koperník (jeden z nejtypičtějších měsíčních útvarů vůbec). Střední selenografické souřadnice Mare Insularum jsou 7,8° S a 30,6° Z.
Další krátery v moři jsou např. Milichius, Kunowsky, Hortensius, Reinhold, Gay-Lussac, Stadius, Gambart a další.
Mare Insularum bylo pojmenováno v roce 1976 Mezinárodní astronomickou unií.

## Expedice
Hraniční oblast Mare Cognitum a Mare Insularum mezi krátery Fra Mauro a Lansberg oplývá řadou geologických pozoruhodností, patřila proto k nejnavštěvovanějším místům na Měsíci. Do Mare Insularum nedaleko kráteru Gambart C dopadla v roce 1966 americká sonda Surveyor 2.
Další americké sondy přistály na rozhraní Mare Cognitum a Mare Insularum: Surveyor 3, Apollo 12 (poblíž sebe) a Apollo 14 (u severního okraje kráteru Fra Mauro).